# Hrabstwo Wibaux
Hrabstwo Wibaux (ang. Wibaux County) – hrabstwo w stanie Montana w Stanach Zjednoczonych, przy granicy z Dakotą Północną. Według szacunków United States Census Bureau w roku 2023 miało 910 mieszkańców. Jego siedzibą jest Wibaux.
Hrabstwo powstało w 1914 roku.

## Miasta
- Wibaux

## Sąsiednie hrabstwa
- Hrabstwo Richland – północ
- Hrabstwo Dawson – północny zachód
- Hrabstwo Prairie – zachód
- Hrabstwo Fallon – południe
- Hrabstwo Golden Valley, Dakota Północna – wschód
- Hrabstwo McKenzie, Dakota Północna – północny wschód

## Demografia
88% mieszkańców deklaruje białe pochodzenie nielatynoskie, gł: niemieckie (23,1%), norweskie (12,8%), irlandzkie (12,7%), angielskie (12,5%) i polskie (7,6%).